# Inca di Vilcabamba

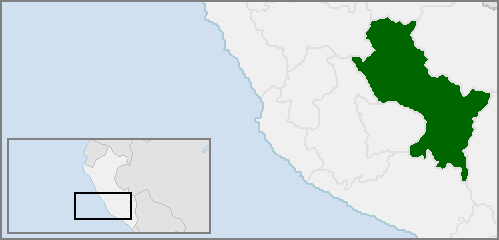
Dimensioni approssimative del regno degli Inca di Vilcabamba, confrontate con l'intero territorio peruviano.

Gli Inca di Vilcabamba sono i quattro re successori di Atahualpa che fecero fronte allo smantellamento dell'impero inca da parte dei conquistadores spagnoli e dei loro alleati andini. Vilcabamba è situata a circa 130 km a ovest di Cusco (Perù). Qui Manco Inca (il primo dei 4 re) cercò di restaurare l'ordine inca.  Fu devastata dalle fiamme appiccate dai conquistadores dopo la cattura di Túpac Amaru nel 1572 (la zona divenne un luogo abbandonato del Perù e la sua posizione venne dimenticata).

## Descrizione
Essi incarnarono la resistenza delle élite di Cuzco e governarono tra il 1536 e il 1572 su un ridotto ma efficiente stato incaico. Si consideravano i legittimi eredi di Huayna Cápac e, in alcuni casi, stabilirono negoziati con i primi governatori coloniali del Perù. Si chiamarono così in quanto la sede del loro regno fu Vilcabamba, città fondata da Manco Inca nel 1539, fino alla sua caduta per mano degli spagnoli nel 1572, quando fu data alle fiamme.
Le rovine della città furono trovate da Hiram Bingham nel 1911 in una foresta chiamata Espíritu Pampa.
Gli inca di Vilcabamba furono:
- Manco II;
- Sayri Tupac;
- Titu Cusi Yupanqui;
- Túpac Amaru.

Dopo l'esecuzione di Atahualpa a Cajamarca, i rappresentanti delle varie nazioni andine si riunirono per offrire la loro alleanza ai conquistadores spagnoli. Così i Cañari (del sud dell'Ecuador), i Chachapoyas (della sierra nord-orientale peruviana) e la Confederazione Huanca (sierra centrale peruviana) riaffermarono la loro indipendenza dagli Inca, contro i quali già in passato avevano combattuto per la loro libertà in differenti rivolte.
In aggiunta queste nazioni si erano opposte alla lega di Atahualpa per le atrocità che aveva commesso sulla loro popolazione, secondo le cronache della conquista del Perù, durante la guerra civile (svoltasi poco prima dell'arrivo a Cajamarca di Pizarro).
In questa situazione di sollevamento generale, si sommava la presenza di tre eserciti Inca della fazione di Atahualpa, ripartite in differenti regioni del Perù. Essi erano diretti dai tre generali Rumiñahui, Chalcochima e Quizquiz che non erano popolari tra la popolazione andina a sud di Quito. La situazione nelle Ande in quel momento era estremamente complicata e difficile da decifrare ma, chiaramente esplosiva.
L'obbiettivo dei conquistadores era chiaro, arrivare a Cuzco per impossessarsi delle immense ricchezze che erano li' situate secondo tutte le fonti di informazione. D'altra parte a Cuzco stazionavano gli eserciti di Quizquiz e, data la loro forza, i conquistadores non potevano arrivare soli. Huanca, cañari e chachapoya diedero il loro appoggio, ma necessitavano di legittimazione.
Fu per questo che gli spagnoli si videro nella necessità di mantenere le istituzioni inca per mettere ordine e legittimare la loro presenza sulle ande centrali (tutte le cronache parlano della sensazione del prestigio dei conquistadores in quel momento). Così nominarono come Sapa Inca (sovrano inca) provvisorio un fratello di Atahualpa, il giovane Tupac Huallpa (o Toparpa), che però morì poco tempo dopo, durante la marcia che Pizarro ed i suoi nuovi alleati (chachapoyas, huancas e cañaris, principalmente), fecero da Cajamarca a Cuzco.

## Manco Inca e la guerra di "Reconquista"
Manco Inca (Manco Inca Yupanqui, conosciuto anche come Manco Cápac II), figlio di Huayna Cápac e Mama Runtu, iniziò la sua attività politica come collaborazionista, dopo aver favorito il partito di Huascar nella recente guerra civile.  La sua intenzione era la restaurazione dell'impero con l'aiuto degli spagnoli, in questo modo servì, però, solo agli interessi di questi. Ricevette infatti la corona inca dalle mani di Pizarro nel 1534 diventando così un governante fantoccio. All'arrivo nei dintorni di Cuzco, Manco Inca si unì a Diego de Almagro ed agli alleati (chachapoyas, huancas e cañaris) contro il generale Quizquiz.
Nell'aprile del 1536 e nei saccheggi che caratterizzarono la presa di Cuzco, Manco Inca affrontò apertamente gli spagnoli, per la loro costante richiesta di oro e argento e la loro intolleranza verso le credenze ed istituzioni locali. L'odio di Manco Inca era anche legato al trattamento di disprezzo nei suoi confronti e degli oltraggi compiuti sulla sua persona (un dio vivente) da parte degli spagnoli.
Fino ad allora era rimasto prudentemente confinato nel suo palazzo. Un giorno l'Inca con il pretesto di portare a Hernando Pizarro una statua d'oro massiccio, lasciò la città e si diresse a Yucay, dove convocò un grande esercito aprendo l'offensiva su tre fronti: una spedizione di castigo contro il popolo huanca della valle di Montaro (per l'appoggio a Pizarro ed ai suoi uomini), un altro contro la popolazione di Lima, ed una terza (e più importante contro Cuzco, contro la quale mantenne un assedio continuo della durata di quasi un anno concentrato su Saqsayhuamán (la più importante fortezza nei pressi di Cuzco).
Proprio qui si svolse il combattimento decisivo. Con un esercito di circa 40.000 o 50.000 combattenti Manco non riuscì però a fronteggiare circa 200 spagnoli. Tutto ciò potrebbe trovare una spiegazione, considerando che:
- l'esercito era costituito da contadini ed era ormai il tempo della semina, per cui molti abbandonarono il campo;
- gli Inca combattevano secondo le vecchie tecniche per cui attaccarono di notte con la luna piena, perdendo l'effetto sorpresa e permettendo agli spagnoli di usare i cavalli.

La battaglia fu perduta dai quechua.
A questo punto Manco Capac modificò la sua strategia: si spostò inizialmente ad Ollantaytambo, ma non sentendosi sicuro nella città, finì a Vitcos.
Quest'ultima è situata sulle Ande di Vilcabamba e non si raggiungeva se non dopo aver varcato dei passi sui 5000 metri. Questa città fu riscoperta da Bingham nel 1908.
Qui Manco Capac ristabilì, in forma ridotta, l'ordine Inca. trasportò ivi l'immagine del Dio Sole, e i corpi imbalsamati di alcuni suoi antenati.
Dal suo rifugio Manco Capac cercava di fomentare le rivolte di nativi e castigava coloro che collaboravano con gli Spagnoli. Sperava che la lotta intestina tra Pizarro ed Almagro potesse avvantaggiarlo. Ma tale era l'odio per Pizarro che appoggiò don Diego de Almagro (figlio dell'adelantado) che sfuggiva a Vaca de Castro, dopo l'uccisione di Pizarro.  Il transfuga fu catturato prima di giungere a Victos, ma alcuni suoi seguaci, Diego Mendez ed altri fuggiaschi riuscìrono a rifugiarsi presso Manco Capac e da lui furono ben accolti. Egli ordinò che fossero dotati di case "trattandoli molto bene e dando loro tutto il necessario". Ordinò anche alle proprie donne di preparare loro cibi e bevande (descritto da Titu Cusi Yupanqui nella sua relazione).
Nel 1544 questi sette assassinarono l'Inca, loro amico e protettore per ben due anni, pugnalandolo nella schiena quindi fuggirono a cavallo. Il loro piano di fuga fallì, perché presero una strada sbagliata. Essi furono trovati e giustiziati il giorno seguente. Il motivo dell'assassinio di Manco Capac, potrebbe essere un estremo tentativo di questi esuli per rientrare nelle grazie del viceré.

## Sayri Túpac
Sayri Tupac era il figlio di Manco Inca e Culchima Caype. Successe al padre quando aveva 10 anni. Fu dichiarato erede legittimo quando morì Manco Inca e prese come sposa principale sua sorella Cusi Huarcay.
Gli spagnoli sfruttarono la sua giovane età e lo misero in contatto con i suoi tanti parenti che erano rimasti a Cuzco e che con il loro tenore di vita erano la prova vivente dei grandi vantaggi della collaborazione con i conquistadores. Giunto alla maggiore età, Sayri Túpac iniziò negoziati con il nuovo governo ispanico, la qual cosa lo oppose al resto della élite di Vilcabamba. Lasciò persino il suo regno per viaggiare fino a Lima ove fu ricevuto tra gli onori. Grazie alla sua partenza Titu Cusi si appropriò del potere di fatto ed organizzò il governo di Vilcabamba.
Sayri Tupac, dopo aver ottenuto l'immunità e la proprietà delle terre della Valle de Yucay (Valle Sacra o di Urubamba), costruì un palazzetto in questa valle dove morì un anno dopo. Accettò il battesimo e divenne cristiano.

## Titu Cusi
Titu Cusi Yupanqui, fratello di Sayri Túpac giunto al comando del regno, assunse una posizione bellicosa, ma meno intransigente rispetto al padre Manco Inca, contro gli spagnoli.
Nel 1568, dopo i negoziati terminati con la Capitolazione di Acombamba, lasciò entrare i missionari a Vilcabamba. Titu Cusi dettò ad uno scrivano uno dei documenti più importanti del punto di vista inca della conquista del Perù. Verso la fine del suo regno ricevette il battesimo e permise a due agostiniani di predicare nel suo regno. Con uno dei due (Diego de Ortiz) vi fu un confuso incidente (il re era caduto ammalato e gli indiani chiesero a lui di guarirlo. Diego de Ortiz fornì delle medicine, ma il re morì lo stesso. Seguì la morte per tortura di Diego de Ortiz)

## Túpac Amaru
Il più giovane dei fratelli di Titu Cusi andò quindi al comando, con il nome di Túpac Amaru (conosciuto come Tupac Amaru I, per distinguerlo dal suo omonimo del secolo XVIII, che combatte gli spagnoli). La notizia della morte di Diego de Ortiz arrivò alle autorità spagnole e servì da pretesto per il nuovo viceré Toledo per decidere di abolire qualunque accordo e trattato con Vilcabamba, inviando una spedizione militare (al comando di Martin Garcia de Loyola) per occupare il regno. Con l'aiuto delle informazioni di molte spie, la spedizione spagnola riuscì ad ingannare la difesa di Vilcabamba, a distruggere Vitcos ed a catturare, dopo una caccia accanita, il giovane re. Così, dopo un sommario giudizio nella antica capitale dell'impero, Tupac Amaru fu decapitato nel maggio del 1572.
Con la sua morte termina ufficialmente la conquista del Perù. La popolazione dai tempi dell'arrivo di Pizarro si era ridotta del 50%.

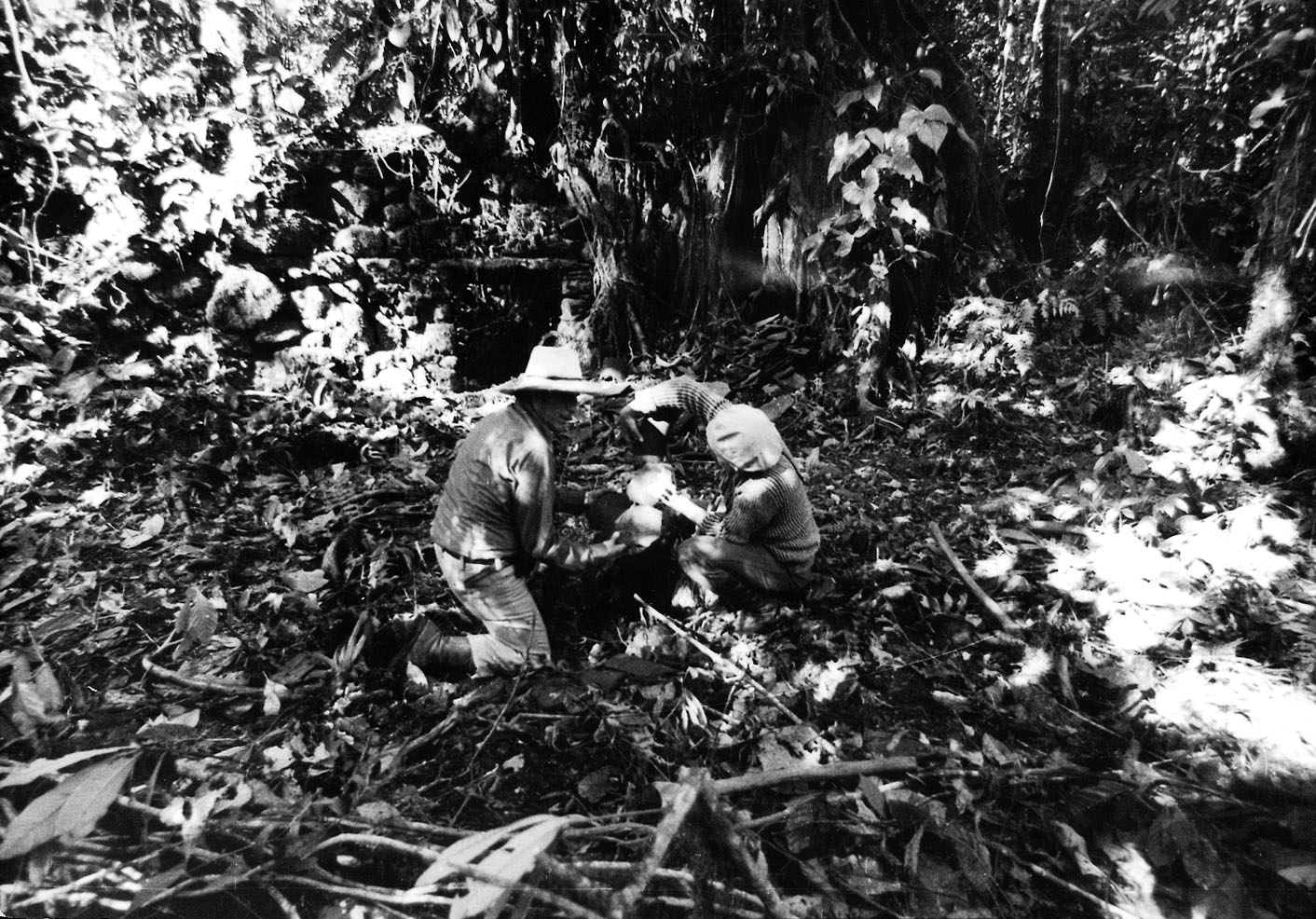
Edmundo Guillen e Elżbieta Dzikowska nelle rovine di Vilcabamba, foto presa da Tony Halik nel 1976.